# 泥谷帯刀
泥谷 帯刀（ひじや たてわき、1886年（明治19年）5月23日 - 没年不明）は、大正から昭和時代前期の台湾総督府官僚。

## 経歴
泥谷嘉之吉の長男として、宮崎県児湯郡高鍋町に生まれる。宮崎中学校を卒業後、1907年（明治40年）拓殖大学を卒業。同年渡台し、台湾総督府内務局に奉職する。1914年（大正3年）台南庁属を拝命し、翌年法務課勤務に転じ、1922年（大正11年）台中州竹山郡守に任じた。のち台北州文山郡守に就任した。